# Dalian International Trade Center
El Dalian International Trade Center (en chino tradicional, 大連國際貿易中心; en chino simplificado, 大连国际贸易中心; pinyin, Dàlián Guójì Màoyì Zhōngxīn) es un rascacielos diseñado por la firma de arquitectura HOK ubicado en Dalian, Liaoning, China.
El edificio tiene una altura total de 370 metros y 86 plantas. La construcción comenzó en el año 2003 y finalizó en 2019. El rascacielos es uno de los 50 edificios más altos de China y el segundo más alto de la ciudad de Dalian, solo por detrás del Eton Place Dalian.